# Amphoe Sam Khok
Amphoe Sam Khok (Thai: อำเภอ สามโคก, sprich: [ʔāmpʰɤ̄ː sǎːm kʰôːk] – Drei Hügel) ist ein Landkreis (Amphoe – Verwaltungs-Distrikt) im nördlichen Teil der Provinz Pathum Thani. Die Provinz liegt in der Zentralregion von Thailand direkt nördlich von Bangkok und ist ein Teil der Bangkok Metropolitan Region.

## Geographie
Benachbarte Distrikte (von Norden im Uhrzeigersinn): die Amphoe Lat Bua Luang und Bang Sai der Provinz Ayutthaya sowie die Amphoe Khlong Luang, Mueang Pathum Thani und Lat Lum Kaeo der Provinz Pathum Thani.
Der Landkreis wird vom Mae Nam Chao Phraya (Chao-Phraya-Fluss) durchflossen.

## Geschichte

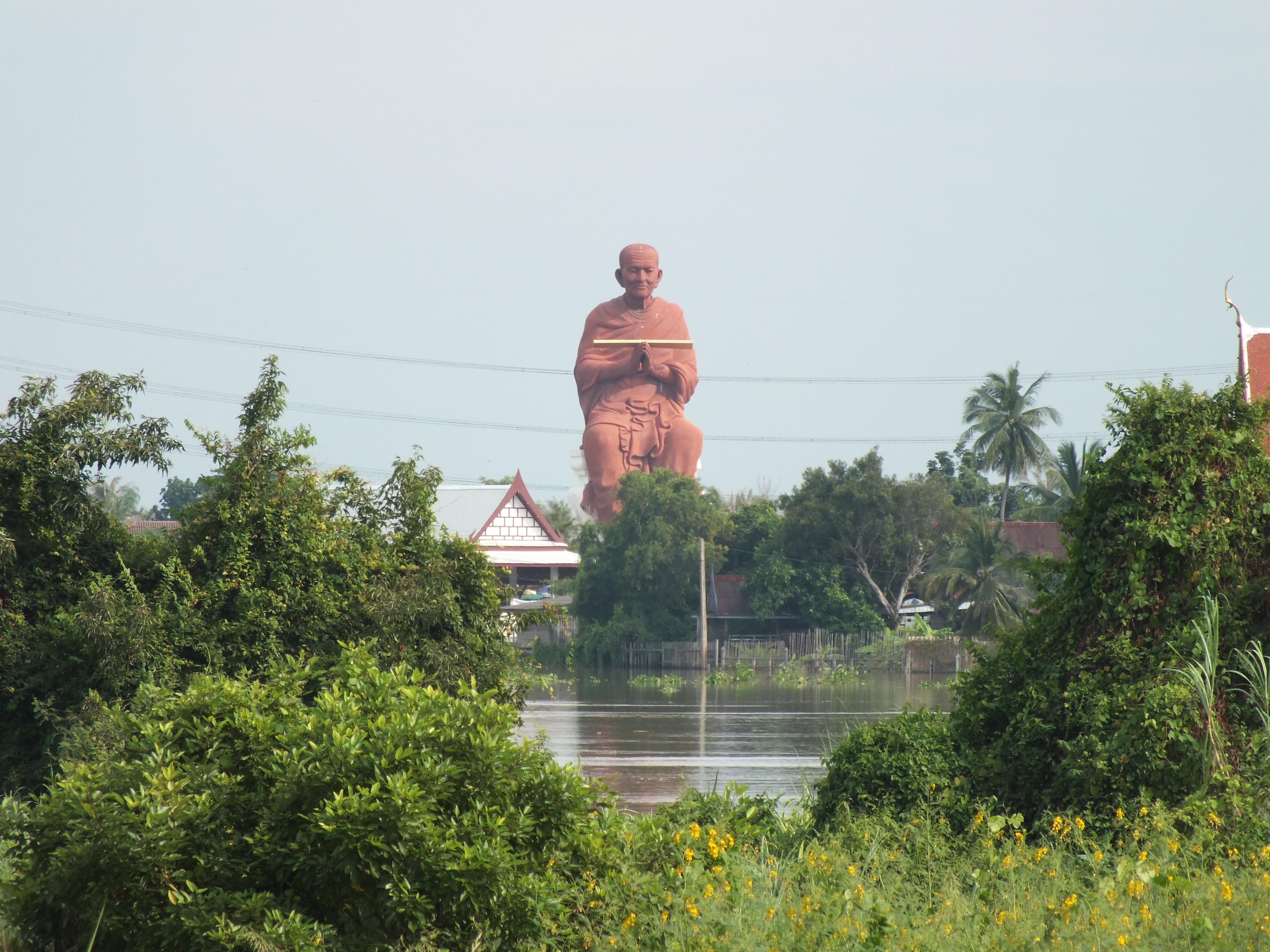
Denkmal für den Mönch Somdet To auf dem Gelände des Wat Bot im Tambon Bang Krabue.

Müang Sam Khok ist eine alte Stadt, sie wird in den Chroniken zum ersten Mal in der Regierungszeit von König Borommatrailokanat erwähnt. 
Im Jahr 1660 erreichte eine Gruppe von Mon-Flüchtlingen Siam, sie hatten unter der Führung von Sming Poe ihr Heimatland verlassen, da sie dort von den Birmanen unterdrückt worden waren. König Narai wies ihnen das Gebiet von Mueang Sam Khok zu, in dem sie eine Stadt gründeten. 
Weitere Mon flüchteten während der Regierungszeit von König Taksin und König Rama II. (Phra Phutthaloetla). Sie siedelten sich ebenfalls hier in Sam Khok an, andere im Amphoe Pak Kret (Provinz Nonthaburi) und im Amphoe Phra Pradaeng (Provinz Samut Prakan).

## Sehenswürdigkeiten

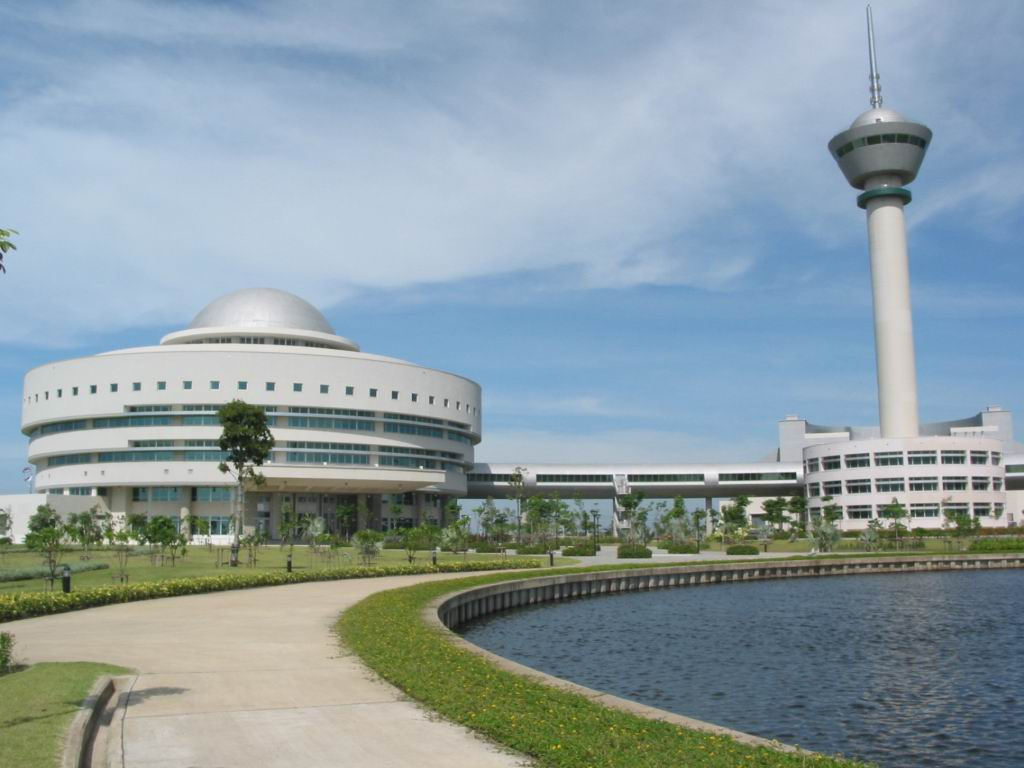
Campus der Shinawatra-Universität

- Wat Phailom (วัดไผ่ล้อม)
- Wat Chedi Thong (วัดเจดีย์ทอง)

## Bildung
Im Amphoe Sam Khok befindet sich die private Shinawatra-Universität.

## Verwaltung

### Provinzverwaltung
Der Landkreis Sam Khok ist in elf Tambon („Unterbezirke“ oder „Gemeinden“) eingeteilt, die sich weiter in 58 Muban („Dörfer“) unterteilen.
| Nr.  | Name           | Thai       | Muban | Einw.  |
| ---- | -------------- | ---------- | ----- | ------ |
| 01.  | Bang Toei      | บางเตย     | 0-    | 11.146 |
| 02.  | Khlong Khwai   | คลองควาย   | 08    | 05.335 |
| 03.  | Sam Khok       | สามโคก     | 04    | 06.526 |
| 04.  | Krachaeng      | กระแชง     | 03    | 06.524 |
| 05.  | Bang Pho Nuea  | บางโพธิ์เหนือ | 0-    | 03.047 |
| 06.  | Chiang Rak Yai | เชียงรากใหญ่ | 0-    | 06.143 |
| 07.  | Ban Pathum     | บ้านปทุม     | 06    | 04.426 |
| 08.  | Ban Ngio       | บ้านงิ้ว      | 0-    | 02.267 |
| 09.  | Chiang Rak Noi | เชียงรากน้อย | 05    | 03.572 |
| 010. | Bang Krabue    | บางกระบือ   | 03    | 01.971 |
| 011. | Thai Ko        | ท้ายเกาะ    | 04    | 02.545 |

Hinweis: Die Daten der Muban liegen zum Teil noch nicht vor.

### Lokalverwaltung
Es gibt zwei Kommunen mit „Kleinstadt“-Status (Thesaban Tambon) im Landkreis:
- Sam Khok (Thai: เทศบาลตำบลสามโคก) bestehend aus dem kompletten Tambon Sam Khok.
- Bang Toei (Thai: เทศบาลตำบลบางเตย) bestehend aus Teilen des Tambon Bang Toei.

Außerdem gibt es neun „Tambon-Verwaltungsorganisationen“ (องค์การบริหารส่วนตำบล – Tambon Administrative Organizations, TAO)
- Khlong Khwai (Thai: องค์การบริหารส่วนตำบลคลองควาย) bestehend aus dem kompletten Tambon Khlong Khwai und Teilen des Tambon Bang Toei.
- Krachaeng (Thai: องค์การบริหารส่วนตำบลกระแชง) bestehend aus dem kompletten Tambon Krachaeng.
- Bang Pho Nuea (Thai: องค์การบริหารส่วนตำบลบางโพธิ์เหนือ) bestehend aus dem kompletten Tambon Bang Pho Nuea.
- Chiang Rak Yai (Thai: องค์การบริหารส่วนตำบลเชียงรากใหญ่) bestehend aus dem kompletten Tambon Chiang Rak Yai.
- Ban Pathum (Thai: องค์การบริหารส่วนตำบลบ้านปทุม) bestehend aus dem kompletten Tambon Ban Pathum.
- Ban Ngio (Thai: องค์การบริหารส่วนตำบลบ้านงิ้ว) bestehend aus dem kompletten Tambon Ban Ngio.
- Chiang Rak Noi (Thai: องค์การบริหารส่วนตำบลเชียงรากน้อย) bestehend aus dem kompletten Tambon Chiang Rak Noi.
- Bang Krabue (Thai: องค์การบริหารส่วนตำบลบางกระบือ) bestehend aus dem kompletten Tambon Bang Krabue.
- Thai Ko (Thai: องค์การบริหารส่วนตำบลท้ายเกาะ) bestehend aus dem kompletten Tambon Thai Ko.